# 童夢 (童子-Tのアルバム)
『童夢』（どうむ）は、日本のヒップホップソロMCである童子-Tのメジャー2枚目のオリジナル・アルバム。2005年2月23日にMASTERSIX FOUNDATIONから発売。

## 収録曲
全作詞：童子-T
1. 手ぇあげてけ 
  - 作曲：D-Originu
2. ファンファーレ 
  - 作曲：Shingo.S
3. 勝利の女神（feat.加藤ミリヤ）
  - 作曲：Shingo.S
4. Sky Triple Dancing（feat.LITTLE）
  - 作曲：D-Originu
5. 東京童夢 
  - 作曲：ROCK-Tee
6. 言葉はじくプロ 
  - 作曲：村山晋一郎
7. 男一匹（feat.HI-D,AKTION）
  - 作曲：村山晋一郎
8. HOLA?（feat.DJ OASIS,K DUB SHINE）
  - 作曲：INOVADER
9. You May（feat.YAMAKOU）
  - 作曲：G.M-KAZ
10. ROUTE16（feat.LITTLE,Kayzabro for DS455,GDX,BIG RON）
11. 蜃気楼 第二章 
  - 作曲：アパッチ田中
12. 甘く危険な香り（feat.Soul Tribe Connection）
13. アイノカチ（feat.KREVA）
  - 作曲：KREVA
14. 実りある人生を  
  - 作曲：童子
15. ここでこうして 
  - 作曲：BEN THE ACE